# Vita da re
Vita da re è un singolo del rapper italiano Vacca, prodotto da Roofio, membro dei Two Fingerz, fatto in collaborazione con il cantante Entics. il primo ed unico estratto dal mixtape, Poco di buono e pubblicato il 31 marzo 2008.

## Video musicale
Il videoclip, diretto da Gianluca Calu Montesano, è stato diretto a Baggio, e pubblicato il giorno di pubblicazione del singolo.